# Que Dios Te Maldiga Mi Corazon
Que Dios Te Maldiga Mi Corazón è un album in studio del gruppo musicale statunitense The Mars Volta, pubblicato nel 2023.

## Tracce
Testi di Cedric Bixler-Zavala, musiche di Omar Rodríguez-López.
1. Blacklight Shine – 2:58
2. Graveyard Love – 3:43
3. Shore Story – 3:22
4. Blank Condolences – 3:28
5. Vigil – 3:35
6. Que Dios Te Maldiga Mi Corazón – 1:52
7. Cerulea – 3:54
8. Flash Burns from Flashbacks – 3:28
9. Palm Full of Crux – 3:41
10. No Case Gain – 2:49
11. Tourmaline – 3:29
12. Equus 3 – 3:52
13. Collapsible Shoulders – 2:38
14. The Requisition – 4:33

## Formazione
- Omar Rodríguez-López – chitarra, flauto traverso
- Cedric Bixler-Zavala – voce
- Marcel Rodríguez-López – tastiera, Mellotron, piano, percussioni
- Eva Gardner – contrabbasso
- Daniel Diaz – percussioni
- Leo Genovese – piano